# بيتن غوردون
بيتن غوردون (بالإنجليزية: Peyton Gordon)‏ هو محامي وقاضي أمريكي، ولد في 30 أبريل 1870 في واشنطن العاصمة في الولايات المتحدة، وتوفي في 17 سبتمبر 1946.